# 중화TV
중화TV(中華TV)는 대한민국의 케이블, 위성 텔레비전 방송국의 명칭이자 채널 명칭이다. 중국에서 방송되었던 프로그램을 방송하며, 그 종류는 드라마에서부터 연예오락 프로그램, 애니메이션에 이르기까지 다양한 영역을 포괄하고 있는 것이 특징이다. 표어는 차이나는 즐거움이다.

## 같이 보기
- 채널칭